# Jonas Sakuwaha
Jonas Sakuwaha (Kafue, Zambija, 22. srpnja 1983.) je zambijski nogometaš i nacionalni reprezentativac. Kao krilni igrač, Sakuwaha igra u ZESCO United.

## Karijera

### Klupska karijera
Sakuwaha je profesionalnu karijeru započeo u zambijskom ZESCO Unitedu. S klubom je 2009. nastupao u afričkoj Ligi prvaka.
1. rujna 2009. kupuje ga francuski prvoligaš Lorient. Klub ga je za sezonu 2010./11. dao na posudbu Le Havreu.
Igrač je tri godine proveo u Sudanu gdje je igrao za Al-Merreikh SCdok danas nastupa za kongoanski TP Mazembe.

### Reprezentativna karijera
Igrač je aktivni reprezentativac Zambije za koju nastupa od 2006. Dosad je u dresu nacionalne vrste nastupio 10 puta te postigao jedan pogodak.
Od većih turnira na kojima je nastupao s reprezentacijom Zambije su CECAFA Kup 2008. godine te Afričko prvenstvo nacija 2009. godine. Upravo je na Afričkom prvenstvu nacija, Sakuwaha sa Zambijom osvojio treće mjesto.
Negativni događaj u reprezentativnoj karijeri Jonasa Sakuwahe je što je igrač odbio nastupati za reprezentaciju na Afričkom Kupu nacija 2010. godine.
Najveći uspjeh u povijesti zambijskog reprezentativnog nogometa je ostvaren u veljači 2012. kada je Zambija osvojila Afrički kup nacija pobijedivši u finalu favoriziranu Obalu Bjelokosti. Upravo je i Jonas Sakuwaha bio član te reprezentacije.

## Osvojeni trofeji

### Reprezentativni trofeji
| Turnir             | Trofej | Godina |
| ------------------ | ------ | ------ |
| Afrički Kup nacija | Zlato  | 2012.  |